# Комсомольское (Ольховатский район)
Комсомо́льское — посёлок в Ольховатском районе Воронежской области России.
Входит в состав Лисичанского сельского поселения.

## Население
| 2010 |
| ---- |
| 42   |

## Улицы
В посёлке имеется одна улица — Комсомольская.